# Samuel Colville Lind
Samuel Colville Lind (McMinnville, Tennessee, 15 de junho de 1879 — 12 de fevereiro de 1965) foi um químico estadunidense. É conhecido como "o pai da moderna química da radiação".
Foi eleito membro da Academia Nacional de Ciências dos Estados Unidos em 1930. Foi presidente da American Electrochemical Society em 1927 e da American Chemical Society em 1940. Recebeu a Medalha Priestley de 1952.